# Сім будівель монастиря
Сім будівель монастиря (яп. 七堂伽藍, しちどうがらん, сіті-до ґаран) — сім головних споруд буддистського монастиря. Типи споруд різняться залежно від секти.
Для японських монастирів Нари до семи будівель зараховують:
- Золотий храм (яп. 金堂, こんどう, кон-до).
- Лекторій (яп. 講堂, ぎどう, ґі-до).
- Пагоду (яп. 塔, とう, то).
- Їдальню (яп. 食堂, じきどう, дзікі-то).
- Дзвіницю (яп. 鐘楼, しょうろう, сьоро)
- Сутрохранилище (яп. 経蔵, きょうぞう, кьодзо)
- Келії (яп. 僧坊, そうぼう, собо)

Для дзенівських монастирів характерна інша класифікація:
- Храм Закону (яп. 法堂, はっとう, хатто).
- Палац Будди (仏殿).
- Медетиційна (яп. 僧堂, そうどう, содо).
- Харчівня (яп. 庫院, くいん, куїн).
- Туалет (яп. 東司, とうす, тосу)
- Брама (三門).
- Лазня (яп. 浴室, よくしつ, йокусіцу).